# Phytometra purpurata
Phytometra purpurata là một loài bướm đêm trong họ Erebidae.